# Inez Courtney
Inez Courtney, née le 12 mars 1908 à New York (État de New York), morte le 5 avril 1975 à Neptune City (New Jersey), est une actrice, chanteuse et danseuse américaine.

## Biographie
D'après l'IBDb ci-dessous, Inez Courtney débute enfant au théâtre à Broadway, dans deux comédies musicales et une revue, représentées de 1919 à 1921. Elle tient son premier rôle adulte (à 18 ans), comme chanteuse et danseuse, dans la comédie musicale The Wild Rose (1926), chorégraphiée par Busby Berkeley, aux côtés notamment de Joseph Santley. Elle participe encore à cinq autres comédies musicales, toujours à Broadway, entre 1927 et 1933.
Au cinéma, elle contribue à cinquante-huit films américains, le plus souvent dans des seconds rôles de caractère (parfois dans des petits rôles non crédités), entre 1930 et 1940. Son deuxième film (musical) est Spring Is Here de John Francis Dillon (1930, avec Louise Fazenda), où elle reprend le rôle qu'elle tenait dans la comédie musicale éponyme, sur une musique de Richard Rodgers, créée à Broadway en 1929. Parmi ses films les mieux connus, mentionnons Le Corbeau de Lew Landers (1935, avec Boris Karloff et Béla Lugosi), Suzy de George Fitzmaurice (1936, avec Jean Harlow, Franchot Tone et Cary Grant), Vacances payées d'Alfred Santell (1938, avec Ginger Rogers et Douglas Fairbanks Jr.) et The Shop Around the Corner d'Ernst Lubitsch (1940, avec James Stewart et Margaret Sullavan). Inez Courtney apparaît une ultime fois à l'écran dans Changeons de sexe d'Hal Roach (1940, avec Adolphe Menjou et Carole Landis). Elle se retire alors définitivement, pour se consacrer à sa famille.

## Théâtre (à Broadway)
Comédies musicales, sauf mention contraire
- 1919-1920 : The Little Whopper, musique de Rudolf Friml, lyrics de Bide Dudley et Otto Harbach, livret d'Otto Harbach
- 1921 : Blue Eyes, musique d'I.B. Kornblum et Z. Meyers, lyrics et livret de Le Roy Clemens et Leon Gordon, musique additionnelle de George Gershwin, lyrics additionnels d'Irving Caesar
- 1921 : Snapshots of 1921, revue, musique de divers (dont George Gershwin), lyrics de divers, direction musicale d'Herbert Stothart
- 1926 : The Wild Rose, musique de Rudolf Friml, lyrics et livret d'Otto Harbach et Oscar Hammerstein II, chorégraphie de Busby Berkeley, direction musicale d'Herbert Stothart, avec Joseph Santley
- 1927-1929 : Good News, musique de Ray Henderson, lyrics de Buddy DeSylva et Lew Brown, livret de Buddy DeSilva et Laurence Schwab (adaptée au cinéma en 1947)
- 1929 : Polly, musique d'Herbert Stothart et Philip Charig, lyrics d'Irving Caesar, livret de Guy Bolton, George Middleton et Isabel Leighton, d'après la pièce Polly with a Past de David Belasco, direction musicale d'Herbert Stothart
- 1929 : Spring Is Here, musique de Richard Rodgers, lyrics de Lorenz Hart, livret d'Owen Davis (rôle repris dans l'adaptation au cinéma de 1930 : voir filmographie ci-dessous)
- 1931 : America's Sweetheart, musique de Richard Rodgers, lyrics de Lorenz Hart, livret d'Herbert Fields, orchestrations de Robert Russell Bennett, mise en scène de Monty Woolley, costumes de Charles Le Maire, avec Virginia Bruce, Ann Sothern (créditée Harriette Lake)
- 1933 : Hold your Horses, musique et lyrics de divers (dont Robert Russell Bennett), livret de Russel Crouse et Corey Ford, orchestrations de Robert Russell Bennett, avec Ona Munson

## Filmographie partielle
- 1930 : Loose Ankles de Ted Wilde
- 1930 : Spring Is Here de John Francis Dillon
- 1930 : Sunny de William A. Seiter
- 1930 : Bright Lights de Michael Curtiz
- 1930 : Le Chant de la flamme (Song of the Flame) d'Alan Crosland
- 1931 : The Hot Heiress de Clarence G. Badger
- 1932 : Big City Blues de Mervyn LeRoy
- 1932 : The World gone Mad de Christy Cabanne
- 1933 : Dans tes bras (Hold your Man) de Sam Wood
- 1934 : La Course de Broadway Bill (Broadway Bill) de Frank Capra
- 1934 : The Captain hates the Sea de Lewis Milestone
- 1934 : Jealousy de Roy William Neill
- 1935 : The Affair of Susan de Kurt Neumann
- 1935 : Le Corbeau (The Raven) de Lew Landers
- 1935 : Ship Cafe (en) de Robert Florey
- 1935 : Le Secret magnifique (Magnificent Obsession) de John M. Stahl
- 1935 : Sweepstake Annie de William Nigh
- 1935 : The Girl Friend d'Edward Buzzell
- 1935 : Cœurs brisés (Break of Hearts) de Philip Moeller
- 1935 : Les Hommes de l'heure (Men of the Hour) de Lambert Hillyer
- 1936 : It couldn't have happened - But it did de Phil Rosen
- 1936 : Suzy de George Fitzmaurice
- 1936 : Chantons encore (Let's sing again) de Kurt Neumann
- 1936 : Bonne blague (Wedding Present) de Richard Wallace
- 1937 : Armored Car de Lewis R. Foster
- 1937 : Clarence de George Archainbaud
- 1937 : The Hurricane de John Ford
- 1937 : Time Out for Romance de Malcolm St. Clair
- 1938 : Vacances payées (Having Wonderful Time) de Alfred Santell
- 1938 : Crime Ring de Leslie Goodwins
- 1938 : Five of a Kind de Herbert I. Leeds
- 1939 : Veillée d’amour (When Tomorrow comes) de John M. Stahl
- 1939 : Ma femme et mon patron (Blondie meets the Boss) de Frank R. Strayer
- 1939 : Missing Evidence de Phil Rosen
- 1940 : The Shop Around the Corner de Ernst Lubitsch
- 1940 : The Farmer's Daughter de James Patrick Hogan
- 1940 : Changeons de sexe (Turnabout) de Hal Roach